# 574
Năm 574 là một năm trong lịch Julius.